# 보풀

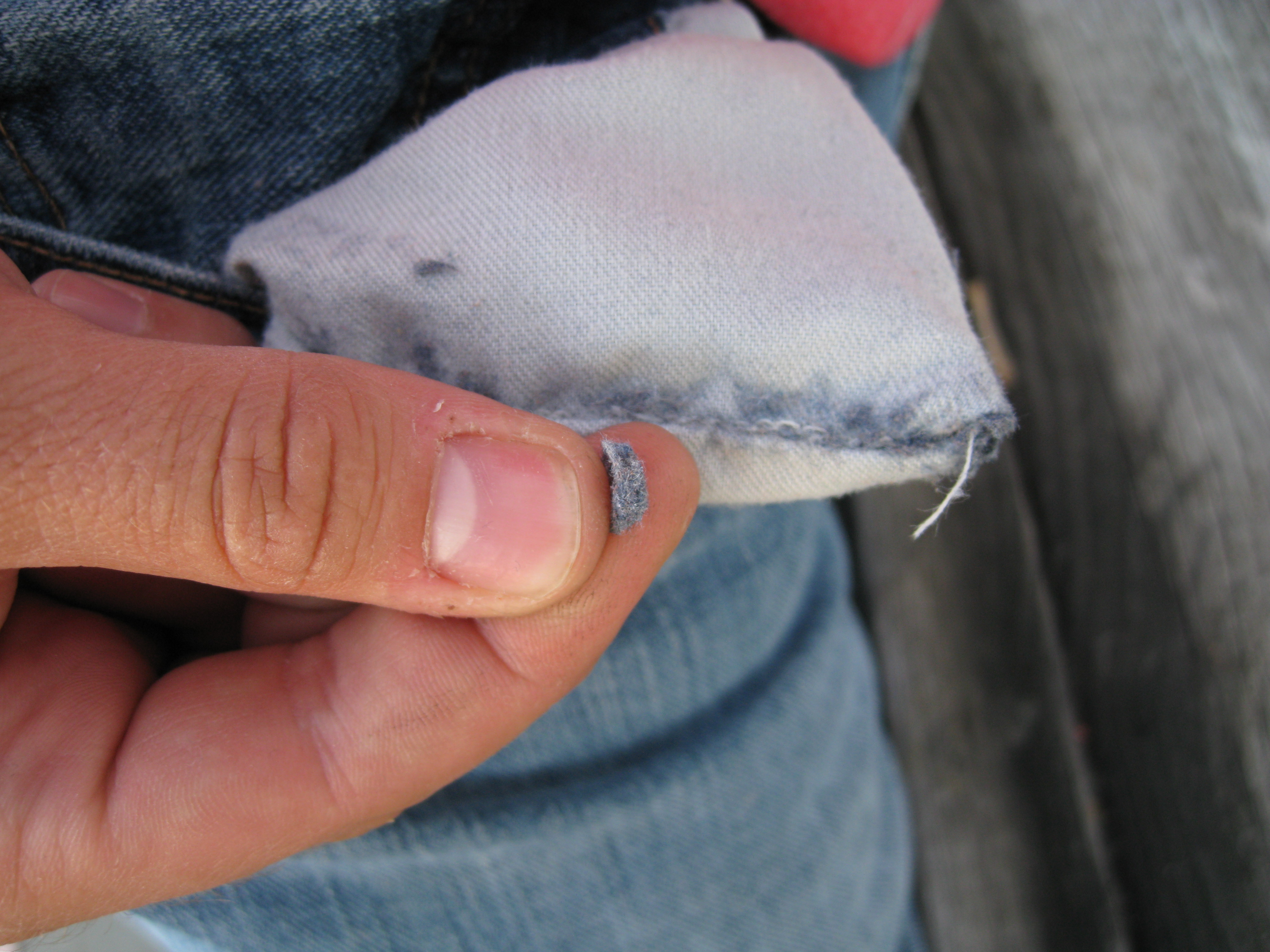

보풀은 섬유에 털이 일어나는 현상이다. 보풀의 낱개는 보푸라기라고 부른다.

## 같이 보기
- 보풀 제거기